# Canton de Lille-1
Le canton de Lille-1 est une circonscription électorale française du département du Nord créée par le décret du 17 février 2014. Il tient lieu de circonscription d'élection des conseillers départementaux et entre en vigueur lors des élections départementales de 2015.

## Histoire
Un nouveau découpage territorial du département du Nord entre en vigueur à l'occasion des premières élections départementales suivant le décret du 17 février 2014. Les conseillers départementaux sont, à compter de ces élections, élus au scrutin majoritaire binominal mixte. Les électeurs de chaque canton élisent au Conseil départemental, nouvelle appellation du Conseil général, deux membres de sexe différent, qui se présentent en binôme de candidats. Les conseillers départementaux sont élus pour 6 ans au scrutin binominal majoritaire à deux tours, l'accès au second tour nécessitant 12,5 % des inscrits au 1er tour. En outre la totalité des conseillers départementaux est renouvelée. Ce nouveau mode de scrutin nécessite un redécoupage des cantons dont le nombre est divisé par deux avec arrondi à l'unité impaire supérieure si ce nombre n'est pas entier impair, assorti de conditions de seuils minimaux. Dans le Nord, le nombre de cantons passe ainsi de 79 à 41.
Le canton de Lille-1 reprend les contours de l'ancien canton de Lille-Nord ainsi qu'une partie des anciens cantons de Lille-Centre et de Lille-Ouest. Il est entièrement inclus dans l'arrondissement de Lille. Le bureau centralisateur est situé à Lille.

## Représentation

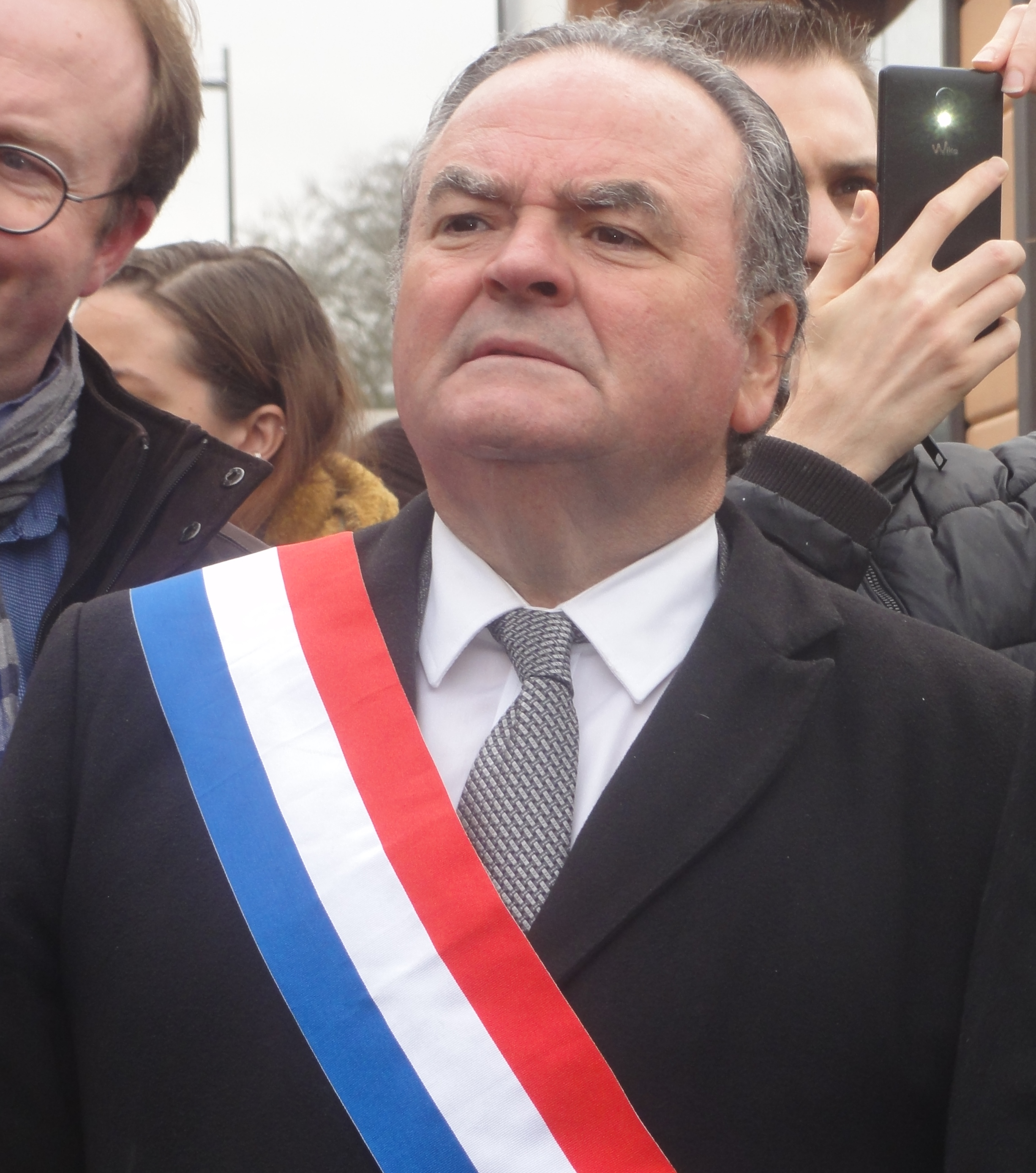
Olivier Henno lors de la manifestation contre la suppression des dessertes TGV en gare de Douai du 2 mars 2019.

| Période élective | Période élective | Mandat | Mandat   | Identité             | Nuance | Nuance | Qualité |
| ---------------- | ---------------- | ------ | -------- | -------------------- | ------ | ------ | --- |
| 2015             | 2021             | 2015   | 2021     | Marguerite Chassaing |        | LR     | Fonctionnaire territoriale Conseillère municipale de La Madeleine                                                                                      |
| 2015             | 2021             | 2015   | 2021     | Olivier Henno        |        | UDI    | Cadre commercial Ancien Maire de Saint-André-lez-Lille (2001-2017) Ancien conseiller général du Canton de Lille-Ouest (2008-2015) Sénateur depuis 2017 |
| 2021             | 2028             | 2021   | en cours | Sébastien Leprêtre   |        | LR     | Cadre Maire de La Madeleine, Vice-Président de la Métropole de Lille                                                                                   |
| 2021             | 2028             | 2021   | en cours | Élisabeth Masse      |        | UDI    | Ancien cadre Adjointe au maire de Saint-André-lez-Lille                                                                                                |

### Résultats détaillés

#### Élections de mars 2015
À l'issue du 1er tour des élections départementales de 2015, deux binômes sont en ballottage : Marguerite Chassaing et Olivier Henno (Union de la Droite, 42,39 %) et Monique Broutin et Raymond Eycken (FN, 21,13 %). Le taux de participation est de 45,03 % (21 931 votants sur 48 708 inscrits) contre 46,81 % au niveau départemental et 50,17 % au niveau national.
Au second tour, Marguerite Chassaing et Olivier Henno (Union de la Droite) sont élus avec 76,06 % des suffrages exprimés et un taux de participation de 43,28 % (14 746 voix pour 21 080 votants et 48 706 inscrits).

#### Élections de juin 2021
Le premier tour des élections départementales de 2021 est marqué par un très faible taux de participation (33,26 % au niveau national). Dans le canton de Lille-1, ce taux de participation est de 32,31 % (15 941 votants sur 49 337 inscrits) contre 30,39 % au niveau départemental. À l'issue de ce premier tour, deux binômes sont en ballottage : Sébastien Leprêtre et Élisabeth Masse (Union à droite, 46,07 %) et Maroin Al-Dandachi et Belinda Tailliez (Union à gauche avec des écologistes, 27,03 %).
Le second tour des élections est marqué une nouvelle fois par une abstention massive équivalente au premier tour. Les taux de participation sont de 34,36 % au niveau national, 31,01 % dans le département et 32,97 % dans le canton de Lille-1. Sébastien Leprêtre et Élisabeth Masse (Union à droite) sont élus avec 64,39 % des suffrages exprimés (9 994 voix pour 16 268 votants et 49 346 inscrits),,.

## Composition
| Nom                           | Code Insee | Intercommunalité              | Superficie (km2) | Population (dernière pop. légale)                 | Densité (hab./km2) | Modifier                                    |
| ----------------------------- | ---------- | ----------------------------- | ---------------- | ------------------------------------------------- | ------------------ | ------------------------------------------- |
| Lille (bureau centralisateur) | 59350      | Métropole européenne de Lille | 34,83            | Fraction : 18 797 (2022) Commune : 238 695 (2022) | 6 853              | modifier les données · modifier les données |
| La Madeleine                  | 59368      | Métropole européenne de Lille | 2,84             | 22 161 (2022)                                     | 7 803              | modifier les données · modifier les données |
| Marquette-lez-Lille           | 59386      | Métropole européenne de Lille | 4,86             | 11 709 (2022)                                     | 2 409              | modifier les données · modifier les données |
| Saint-André-lez-Lille         | 59527      | Métropole européenne de Lille | 3,16             | 12 909 (2022)                                     | 4 085              | modifier les données · modifier les données |
| Wambrechies                   | 59636      | Métropole européenne de Lille | 15,47            | 10 984 (2022)                                     | 710                | modifier les données · modifier les données |
| Canton de Lille-1             | 5923       |                               |                  | 76 560 (2022)                                     |                    | modifier les données                        |

Le canton de Lille-1 comprend :
1. Quatre communes entières ;
2. La partie de la commune de Lille située au nord d'une ligne définie par l'axe des voies et limites suivantes : depuis la limite territoriale de la commune de Saint-André-lez-Lille, cours du canal de la Deûle, boulevard de la Liberté, square Daubenton, rue Macquart, square Dutilleul, rue de Tenremonde, place Maurice-Schumann, rue Thiers, rue Esquermoise, place du Général-de-Gaulle, rue des Sept-Agaches, place du Théâtre, boulevard Carnot, rue des Canonniers, rue des Urbanistes, jusqu'à la limite territoriale de la commune de La Madeleine.

## Démographie
En 2022, le canton comptait 76 560 habitants, en évolution de +3,83 % par rapport à 2016 (Nord : +0,51 %, France hors Mayotte : +2,11 %).
| 2013   | 2018   | 2022   |
| ------ | ------ | ------ |
| 73 409 | 74 801 | 76 560 |